# آی‌او (زبان برنامه‌نویسی)
آی‌او (به انگلیسی: Io) یک زبان برنامه‌نویسی بر پایه پیش‌نمونه پویا است. ایده‌های این زبان اکثراً از زبان‌های اسمال‌تاک (تمام مقدارها شی هستند)، سلف (بر پایه پیش‌نمونه)، نیوتن‌اسکریپت‌ (ارث‌بری تفاضلی)، اکت۱ (اکتورها و فیوچرها برای هم‌روندی)، لیسپ (کد یک درخت قابل بررسی و قابل تغییر در زمان اجراست)، و لوا (کوچک، قابل توکاری) برگرفته شده‌است.

## مثال‌ها
برنامه Hello World:
```
 
"Hello, world!"
 
println

```

پیاده‌سازی تابع فاکتوریل به صورت غیربازگشتی:
```
factorial
 
:=
 
method
(
n
,

    
if
(
n
 
==
 
0
,
 
return
 
1
)

    
res
 
:=
 
1

    
Range
 
1
 
to
(
n
)
 
foreach
(
i
,
 
res
 
=
 
res
 
*
 
i
)

)

```

به این دلیل که تخصیص res * i به res آخرین عمل انجام شده‌است، تابع به صورت غیر صریح این مقدار را به عنوان نتیجه برمی‌گرداند و نیازی به عبارت صریح بازگرداندن نیست.